# Handball-Gauliga Berlin-Brandenburg
Die Handball-Gauliga Berlin-Brandenburg (ab 1939: Handball Bereichsklasse Berlin-Brandenburg) war eine der obersten deutschen Feldhandball-Ligen in der Zeit des Nationalsozialismus. Sie bestand von 1933 bis 1945.

## Geschichte
Vorgänger der Handball-Gauliga Berlin-Brandenburg war die Brandenburgische Feldhandball-Meisterschaft, welche vom Verband Brandenburgischer Athletik-Vereine (VBAV) ausgetragen wurde und dessen Sieger sich für die von der Deutsche Sportbehörde für Leichtathletik organisierte Deutsche Feldhandballmeisterschaft qualifizierte. Im Zuge der Gleichschaltung wurde der VBAV und die anderen regionalen Feldhandball-Verbände in Deutschland wenige Monate nach der Machtübernahme der Nationalsozialisten im Jahre 1933 aufgelöst. An deren Stelle traten anfangs 16 Handball-Gauligen, deren Sieger sich für die nun vom Nationalsozialistischen Reichsbund für Leibesübungen organisierte Deutsche Feldhandballmeisterschaft qualifizierten.
Die Berlin-brandenburgische Feldhandball-Gauliga startete mit zehn teilnehmenden Vereinen. Zur Spielzeit 1939/40 wurde das Teilnehmerfeld auf 16 Mannschaften erweitert und der Spielbetrieb in zwei Gruppen ausgetragen. Insgesamt sechs Vereine konnten sich mindestens einmal den Gaumeistertitel sichern, wobei der Polizei SV Berlin regelmäßig zu Meisterschaftsehren kam. Bei der Deutschen Feldhandballmeisterschaft schieden die Berliner Vertreter bis 1939, mit Ausnahme 1934, regelmäßig bereits in der ersten Runde aus. Erst mit Beginn des Zweiten Weltkrieges stieg die Spielstärke der Vereine an, so dass ab 1941 der Berlin-Brandenburgische Gaumeister immer mindestens das Halbfinale der Deutschen Feldhandball-Meisterschaft erreichten. Die letzte ausgetragenen Feldhandballmeisterschaft bis 1945 gewann mit dem Polizei SV Berlin dann sogar der Vertreter der Gauliga Berlin-Brandenburg.
Obwohl sich das Verbandsgebiet auf Berlin und Brandenburg erstreckte, wurde die Gauliga ähnlich wie die analog ausgetragene Fußball-Gauliga Berlin-Brandenburg von Berliner Vereinen dominiert. Einzig Vertreter aus der Niederlausitz (Cottbus, Forst (Lausitz)) gelang es, sich regelmäßig neben den Berliner Vereinen in der obersten Liga zu halten.

## Meister der Handball-Gauliga Berlin-Brandenburg 1934–1944
| Saison  | Meister Gauliga Berlin-Brb. | Abschneiden deutsche Meisterschaft | Deutscher Meister     |
| ------- | --------------------------- | ---------------------------------- | --------------------- |
| 1933/34 | Askanischer TV 1860 Berlin  | Halbfinale                         | Polizei SV Darmstadt  |
| 1934/35 | Polizei SV Berlin           | Gruppenzweiter Gruppe 1            | Polizei SV Magdeburg  |
| 1935/36 | Berliner SV 1892            | Gruppenzweiter Gruppe 1            | MSV Hindenburg Minden |
| 1936/37 | SV DBV Berlin               | Gruppenzweiter Gruppe 1            | MTSA Leipzig          |
| 1937/38 | Polizei SV Berlin           | Gruppenzweiter Gruppe 2            | MTSA Leipzig          |
| 1938/39 | SV Elektra Berlin           | Gruppenzweiter Gruppe 1            | MTSA Leipzig          |
| 1939/40 | Askanischer TV 1860 Berlin  | Zwischenrunde                      | Lintforter SpV        |
| 1940/41 | SV Elektra Berlin           | Halbfinale                         | SV Polizei Hamburg    |
| 1941/42 | SG OrPo Berlin              | Halbfinale                         | SG OrPo Magdeburg     |
| 1942/43 | Berliner HLC                | Halbfinale                         | SG OrPo Hamburg       |
| 1943/44 | SG OrPo Berlin              | Gewinner                           | SG OrPo Berlin        |

## Rekordmeister
Rekordmeister der Gauliga Schlesien ist der Polizei SV Berlin, der die Meisterschaft vier Mal gewinnen konnte.
|  | Verein                             | Titel | Jahr                   |
|  | ---------------------------------- | ----- | ---------------------- |
|  | Polizei SV Berlin / SG OrPo Berlin | 4     | 1935, 1938, 1942, 1944 |
|  | Askanischer TV Berlin              | 2     | 1934, 1940             |
|  | SV Elektra Berlin                  | 2     | 1939, 1941             |
|  | Berliner SV 1892                   | 1     | 1936                   |
|  | SV DBV Berlin                      | 1     | 1937                   |
|  | Berliner HLC                       | 1     | 1943                   |

## Tabellen

### 1933/34
Die überlieferte Tabelle ist unvollständig, es fehlen 20 Spiele.
| Pl. | Verein                     | Sp. | Punkte |
| --- | -------------------------- | --- | ------ |
| 1.  | Askanischer TV 1860 Berlin | 13  | 24–20  |
| 2.  | Berliner SV 1892           | 15  | 28–20  |
| 3.  | Polizei SV Berlin          | 15  | 20–10  |
| 4.  | 1. Spandauer Polizei-HC    | 15  | 17–13  |
| 5.  | TV 1861 Cottbus            | 13  | 12–14  |
| 6.  | Polizei SV Cottbus         | 15  | 10–20  |
| 7.  | TSV Schöneberg             | 15  | 09–21  |
| 8.  | Turngemeinde in Berlin     | 15  | 08–22  |
| 9.  | ATV Küstrin                | 12  | 06–18  |
| 10. | Berliner SC 1895           | 12  | 06–18  |

| Legende |                                                           |
|         | Qualifikation Deutsche Feldhandball-Meisterschaft 1933/34 |
|         | Absteiger                                                 |

### 1934/35
Die überlieferte Tabelle ist unvollständig, es fehlen 31 Spiele.
| Pl. | Verein                         | Sp. | Punkte |
| --- | ------------------------------ | --- | ------ |
| 1.  | Polizei SV Berlin              | 8   | 12–40  |
| 2.  | Askanischer TV 1860 Berlin (M) | 13  | 21–50  |
| 3.  | SV DBV Berlin (N)              | 13  | 20–60  |
| 4.  | Berliner SV 1892               | 13  | 16–10  |
| 5.  | SV BEWAG Berlin (N)            | 13  | 15–11  |
| 6.  | Berliner SC 1895               | 14  | 12–16  |
| 7.  | TV 1861 Cottbus                | 14  | 10–18  |
| 8.  | 1. Spandauer Polizei-HC        | 5   | 06–40  |
| 9.  | TV 1860 Frankfurt (Oder) (N)   | 14  | 04–24  |
| 10. | Polizei SV Cottbus             | 11  | 02–20  |

| Legende |                                                           |
|         | Qualifikation Deutsche Feldhandball-Meisterschaft 1934/35 |
|         | Absteiger                                                 |
| (M)     | Titelverteidiger                                          |
| (N)     | Aufsteiger                                                |

### 1935/36
| Pl. | Verein                       | Sp. | Tore    | Punkte |
| --- | ---------------------------- | --- | ------- | ------ |
| 1.  | Berliner SV 1892             | 16  | 149:770 | 30–20  |
| 2.  | Askanischer TV 1860 Berlin   | 16  | 124:790 | 22–10  |
| 3.  | SV DBV Berlin                | 16  | 134:100 | 19–13  |
| 4.  | Berliner SC 1895             | 16  | 103:103 | 19–13  |
| 5.  | SV BEWAG Berlin              | 16  | 103:113 | 15–17  |
| 6.  | SC Charlottenburg (N)        | 16  | 103:128 | 14–18  |
| 7.  | Polizei SV Berlin (M)        | 16  | 110:132 | 13–19  |
| 8.  | TSV Dorner Reinickendorf (N) | 16  | 107:142 | 08–24  |
| 9.  | TV 1861 Cottbus              | 16  | 079:138 | 04–28  |

| Legende |                                                           |
|         | Qualifikation Deutsche Feldhandball-Meisterschaft 1935/36 |
|         | Absteiger                                                 |
| (M)     | Titelverteidiger                                          |
| (N)     | Aufsteiger                                                |

### 1936/37
Die überlieferte Tabelle ist unvollständig, es fehlen zwei Spiele.
| Pl. | Verein                     | Sp. | Tore    | Punkte |
| --- | -------------------------- | --- | ------- | ------ |
| 1.  | SV DBV Berlin              | 17  | 157:950 | 30–40  |
| 2.  | SV BEWAG Berlin            | 17  | 139:800 | 26–80  |
| 3.  | Askanischer TV 1860 Berlin | 18  | 129:940 | 25–11  |
| 4.  | TV 1861 Forst (N)          | 18  | 137:121 | 23–13  |
| 5.  | Berliner SV 1892 (M)       | 18  | 112:970 | 18–18  |
| 6.  | Berliner SC 1895           | 17  | 120:119 | 14–20  |
| 7.  | SC Charlottenburg          | 17  | 111:138 | 14–20  |
| 8.  | TSV Dorner Reinickendorf   | 18  | 126:146 | 14–22  |
| 9.  | Polizei SV Berlin          | 18  | 150:188 | 12–24  |
| 10. | Turngemeinde in Berlin (N) | 18  | 075:178 | 00–36  |

| Legende |                                                           |
|         | Qualifikation Deutsche Feldhandball-Meisterschaft 1936/37 |
|         | Absteiger                                                 |
| (M)     | Titelverteidiger                                          |
| (N)     | Aufsteiger                                                |

### 1937/38
Eine Abschlusstabelle ist nicht überliefert, folgende Mannschaften nahmen teil:
- Gaumeister:
  - Polizei SV Berlin
- Weitere Teilnehmer:
  - Askanischer TV 1860 Berlin
  - SV BEWAG Berlin
  - TV 1861 Forst
  - Berliner SV 1892
  - SC Charlottenburg
  - BSG Osram Berlin (N)
  - Leibstandarte SS Berlin (N)
- Absteiger:
  - SV DBV Berlin (M) (Rückzug)
  - Berliner SC 1895
  - TuRa Reinickendorf

### 1938/39
| Pl. | Verein                       | Sp.           | Tore          | Punkte        |
| --- | ---------------------------- | ------------- | ------------- | ------------- |
| 1.  | SV Elektra Berlin a          | 16            | 132:860       | 25–70         |
| 2.  | Polizei SV Berlin (M)        | 16            | 140:810       | 24–80         |
| 3.  | SC Charlottenburg            | 16            | 134:100       | 21–11         |
| 4.  | TV 1861 Forst b              | 16            | 106:920       | 20–12         |
| 5.  | MTV Wünsdorf (N)             | 16            | 139:133       | 17–15         |
| 6.  | Askanischer TV 1860 Berlin   | 16            | 097:940       | 16–16         |
| 7.  | Berliner SV 1892             | 16            | 107:131       | 11–21         |
| 8.  | BSG Osram Berlin             | 16            | 058:122       | 05–27         |
| 9.  | TV 1860 Frankfurt (Oder) (N) | 16            | 071:145       | 05–27         |
| 10. | Leibstandarte SS Berlin      | zurückgezogen | zurückgezogen | zurückgezogen |

| Legende |                                                           |
|         | Qualifikation Deutsche Feldhandball-Meisterschaft 1938/39 |
|         | Absteiger                                                 |
| (M)     | Titelverteidiger                                          |
| (N)     | Aufsteiger                                                |

### 1939/40
Die Gaumeisterschaft wurde in dieser Spielzeit in drei Staffeln ausgetragen, die Sieger dieser Staffeln traten in einer Finalrunde aufeinander. Aktuell sind nur die Ergebnisse der beiden Berliner Staffeln überliefert.
| Pl. | Verein                         | Sp. | Tore  | Punkte |
| --- | ------------------------------ | --- | ----- | ------ |
| 1.  | SV Elektra Berlin (M)          | 7   | 77:19 | 13–10  |
| 2.  | Berliner SV 1892               | 7   | 81:45 | 11–30  |
| 3.  | BSG Siemens Berlin (N)         | 7   | 57:47 | 10–40  |
| 4.  | Berliner HLC (N)               | 7   | 67:44 | 10–40  |
| 5.  | SC Süd Berlin (N)              | 7   | 42:49 | 04–10  |
| 6.  | Turngemeinde in Berlin (N)     | 7   | 34:43 | 04–10  |
| 7.  | Naturfreunde Baumewerder (N)   | 7   | 30:83 | 04–10  |
| 8.  | Neuköllner TV Friesen 1887 (N) | 7   | 26:84 | 00–14  |

| Pl. | Verein                     | Sp. | Tore  | Punkte |
| --- | -------------------------- | --- | ----- | ------ |
| 1.  | Askanischer TV 1860 Berlin | 6   | 44:19 | 11–10  |
| 2.  | SC Charlottenburg          | 7   | 49:32 | 10–40  |
| 3.  | Berliner TSV 1850 (N)      | 6   | 30:33 | 09–30  |
| 4.  | Berliner Turnerschaft (N)  | 7   | 58:41 | 09–50  |
| 5.  | BSG Osram Berlin           | 7   | 39:38 | 06–80  |
| 6.  | TSG Terest Steglitz (N)    | 7   | 54:69 | 04–10  |
| 7.  | VfL Weißensee (N)          | 7   | 43:69 | 04–10  |
| 8.  | FSV Hansa 07 Berlin (N)    | 7   | 29:45 | 01–13  |

| Legende |                          |
|         | Qualifikation Finalrunde |
|         | Absteiger                |
| (M)     | Titelverteidiger         |
| (N)     | Aufsteiger               |

Finalrunde
|                            | Ergebnis |                            |
| -------------------------- | -------- | -------------------------- |
| TV 1860 Frankfurt          | 3:9      | Askanischer TV 1860 Berlin |
| SV Elektra Berlin          | 2:4      | TV 1860 Frankfurt          |
| Askanischer TV 1860 Berlin | 9:3      | SV Elektra Berlin          |

### 1940/41–1943/44
Abschlusstabellen der einzelnen Gauligaspielzeiten sind derzeit nicht überliefert.

## Frauen
Ähnlich wie bei den Männern erfolgte auch im Frauen-Feldhandball die Organisation des Spielbetriebs ab 1933 in den Gauligen. Abschlusstabellen aus den einzelnen Spielzeiten sind nicht überliefert.

### Frauen-Meister der Handball-Gauliga Berlin-Brandenburg 1934–1943
| Saison  | Meister Gauliga Berlin-Brb. (Frauen) | Abschneiden deutsche Meisterschaft | Deutscher Meister (Frauen)   |
| ------- | ------------------------------------ | ---------------------------------- | ---------------------------- |
| 1933/34 | SC Charlottenburg                    | Zwischenrunde                      | Eimsbütteler TV              |
| 1934/35 | SC Charlottenburg                    | Halbfinale                         | Eimsbütteler TV              |
| 1935/36 | SC Charlottenburg                    | Sieger                             | SC Charlottenburg            |
| 1936/37 | Turngemeinde in Berlin               | Finale                             | Eimsbütteler TV              |
| 1937/38 | Turngemeinde in Berlin               | Sieger                             | Turngemeinde in Berlin       |
| 1938/39 | Turngemeinde in Berlin               | Zwischenrunde                      | VfR Mannheim                 |
| 1939/40 | n. b.                                | keine deutsche Meisterschaft       | keine deutsche Meisterschaft |
| 1940/41 | Turngemeinde in Berlin               | Finale                             | VfR Mannheim                 |
| 1941/42 | Karlshorster TV Berlin               | Zwischenrunde                      | Stahl-Union 04 Düsseldorf    |
| 1942/43 | Turngemeinde in Berlin               | Finale                             | Eintracht Frankfurt          |

### Rekordmeister Frauen
Rekordmeister der Gauliga Pommern bei den Frauen ist die Turngemeinde in Berlin, die die Meisterschaft fünf Mal gewinnen konnte.
|  | Verein                 | Titel | Jahr                         |
|  | ---------------------- | ----- | ---------------------------- |
|  | Turngemeinde in Berlin | 5     | 1937, 1938, 1939, 1941, 1943 |
|  | SC Charlottenburg      | 3     | 1934, 1935, 1936             |
|  | Karlshorster TV Berlin | 1     | 1942                         |